# Kabinett Dupuy III

Charles Dupuy

Das dritte Kabinett Dupuy war eine Regierung der Dritten Französischen Republik. Es wurde am 2. Juli 1894 von Premierminister (Président du Conseil) Charles Dupuy gebildet und löste das Kabinett Dupuy II ab. Es blieb bis zum 18. Januar 1895 im Amt und wurde vom Kabinett Ribot III abgelöst.
Dem Kabinett gehörten Minister folgender Fraktionen (Gruppen) an: Association nationale républicaine (ANR), Républicains modérés (RM), Républicains de gouvernement (RdG), Union républicaine (UR) und Gauche radicale (GR). Es unterscheidet sich personell nicht vom Kabinett Dupuy II.

## Kabinett
Dem Kabinett gehörten folgende Minister an:
- Premierminister: Charles Dupuy (ANR)
- Innenminister und Religion: Charles Dupuy
- Justizminister: Eugène Guérin (ANR)[1]
- Außenminister: Gabriel Hanotaux (RM)
- Finanzen: Raymond Poincaré (RDG)
- Minister für öffentlichen Unterricht und Religion: Georges Leygues (RdG)
- Kriegsminister: Auguste Mercier
- Minister für Marine: Félix Faure (RdG)
- Minister für öffentliche Arbeiten und Sozialversicherung: Louis Barthou (ANR)
- Minister für Handel, Industrie, Post und Telegraphie: Victor Lourties (UR)[2]
- Landwirtschaftsminister: Albert Viger (GR)[3]
- Minister für die Kolonien: Théophile Delcassé (GR)

## Historische Einordnung

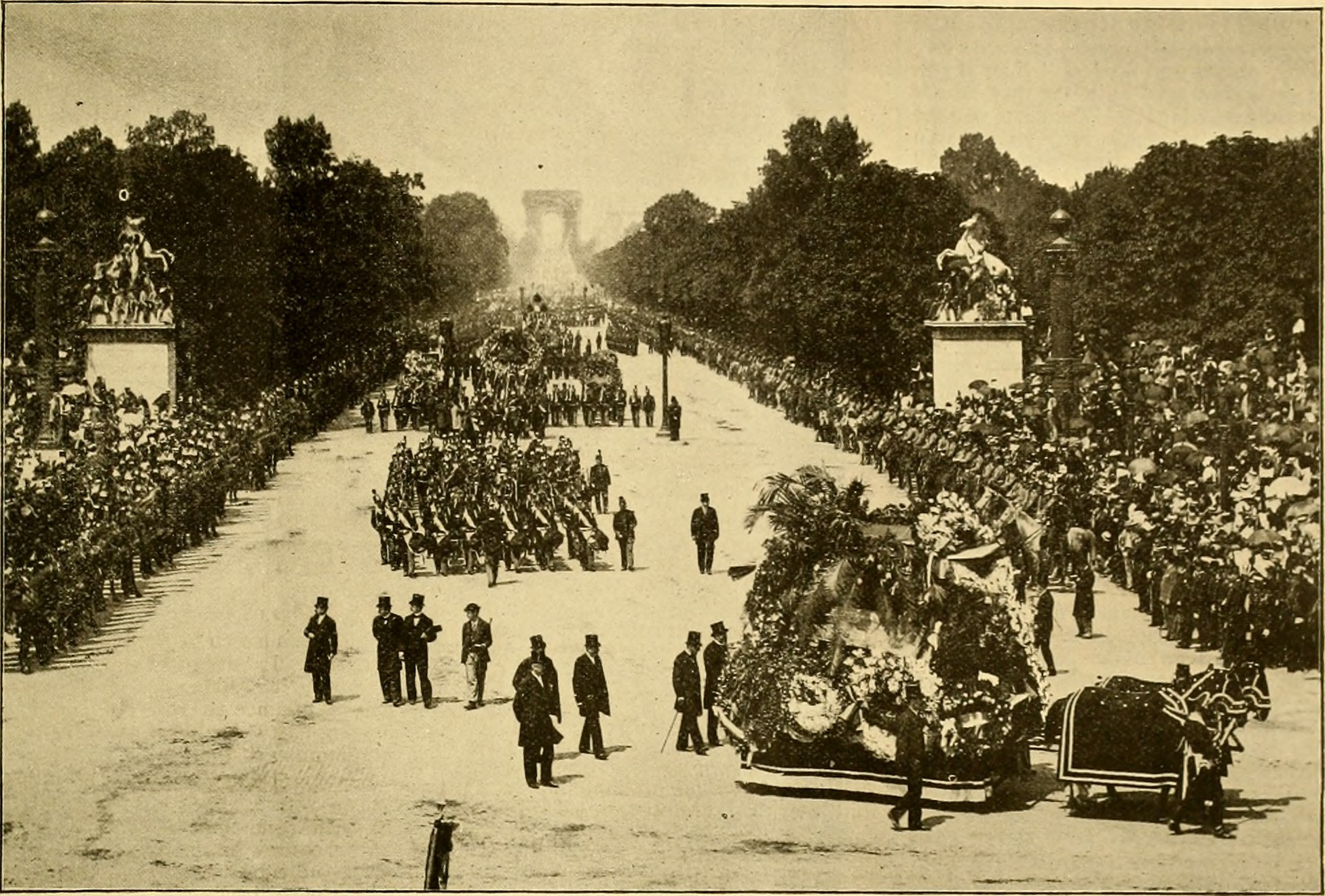
Begräbnis Sadi Carnots

Nach der Ermordung Sadi Carnots wählte die Nationalversammlung Jean Casimir-Perier zum neuen Staatspräsidenten.

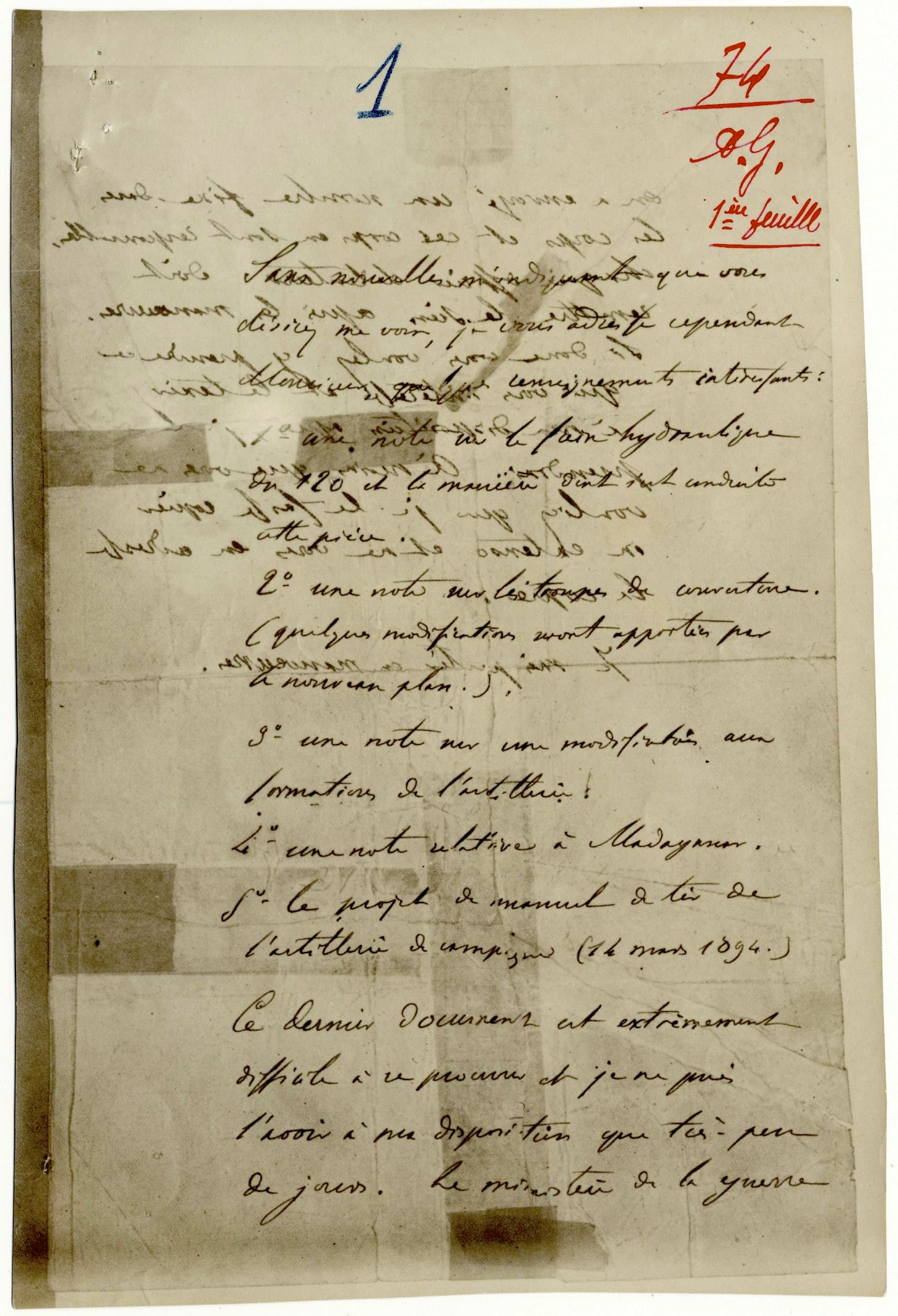
Fotografie der Vorderseite des „Bordereau“ im Fall Dreyfus.

Am 15. Oktober 1894 wurde Hauptmann Alfred Dreyfus wegen Geheimnisverrats verhaftet. Am 1. November veröffentlichte das rechte Blatt La Libre Parole einen ersten antisemitisch gefärbten Artikel über den Vorgang. Am 22. Dezember wurde Dreyfus verurteilt. Damit hatte die Dreyfus-Affäre begonnen, die Frankreich für die nächsten Jahre im Griff halten sollte.
Mit einem Rundschreiben, in dem er die Präfekten aufforderte, sozialistischen Tendenzen entgegenzutreten, nahm Dupuy zum Streik in Carmaux Stellung. Das dritte Gesetz der Schurkengesetze wurde erlassen. Am 5. November verabschiedete die Regierung ein Gesetz, das die Finanzierung der französischen Bauern durch die Gründung lokaler landwirtschaftlicher Kreditkassen sicherstellte, um die Ersparnisse in die Landwirtschaft zu lenken. Mit dem Siegfried-Ribot-Gesetz schuf die Regierung preiswerten Wohnraum.
Der nationalistische Abgeordnete Joseph-Henry Michelin brachte in der Kammer einen Gesetzentwurf ein, der darauf abzielte, Franzosen ausländischer Herkunft aus dem öffentlichen Dienst zu entfernen: „Seit zu langer Zeit ist Frankreich zur Beute von Ausländern und Juden geworden. […] Wir wollen Frankreich den Franzosen zurückgeben und vor allem die Judenfeindschaft beseitigen, die all die Skandale, deren Zeugen wir sind, hervorgebracht hat.“
Nachdem er eine Abstimmungsniederlage erlitten hatte, trat Dupuy mit seinem Kabinett zurück, ohne vorher den Staatspräsidenten zu informieren.
Präsident Casimir-Perier nahm dies zum Anlass, um selbst zurückzutreten und mit den politischen Zuständen abzurechnen:

« Die Präsidentschaft der Republik, die über keine Handlungs- und Kontrollmöglichkeiten verfügt, kann nur aus dem Vertrauen der Nation die moralische Kraft schöpfen, ohne die sie nichts ist. Es ist weder der gesunde Menschenverstand noch die Gerechtigkeit Frankreichs, an denen ich zweifle; aber es ist gelungen, die öffentliche Meinung in die Irre zu führen: Mehr als zwanzig Jahre Kampf für dieselbe Sache, mehr als zwanzig Jahre Verbundenheit mit der Republik und Hingabe an die Demokratie haben nicht ausgereicht, um alle Republikaner von der Aufrichtigkeit und Glut meines politischen Glaubens zu überzeugen oder Gegner zu desillusionieren, die glauben oder zu glauben vorgeben, dass ich mich zum Werkzeug ihrer Leidenschaften und Hoffnungen machen werde.
Seit sechs Monaten läuft eine Kampagne der Diffamierung und Beleidigung gegen die Armee, die Richterschaft, das Parlament und das verantwortungslose Staatsoberhaupt, und diese Freiheit, sozialen Hass zu blasen, wird weiterhin als Gedankenfreiheit bezeichnet.
Die Achtung und der Ehrgeiz, die ich für mein Land empfinde, erlauben es mir nicht zuzulassen, dass man jeden Tag die besten Diener des Vaterlandes und denjenigen, der es in den Augen des Auslands vertritt, beleidigt.
Ich glaube trotz der Traurigkeit der gegenwärtigen Stunde an eine Zukunft des Fortschritts und der sozialen Gerechtigkeit.
Ich lege auf dem Schreibtisch des Senats und der Abgeordnetenkammer meinen Rücktritt vom Amt des Präsidenten der Französischen Republik ein.
Casimir-Perier »